# Melton (Australia)
Melton es una ciudad satélite situada a 35 kilómetros al oeste del distrito financiero de Melbourne. En junio de 2019, Melton tenía una población urbana de 72 177 habitantes, y ha crecido de forma constante con una tasa media anual del 5,01 % interanual en los cinco años transcurridos hasta 2019. Se considera parte del área metropolitana del Gran Melbourne y está incluida en la división estadística de población de la capital.
El 20 de octubre de 1862, Melton fue declarado Distrito de Carreteras en una reunión celebrada en el Hotel Melton, cuando los residentes eligieron por votación a diez miembros para formar la Junta de Carreteras de Melton. El área de gobierno local de Melton celebró su 150 aniversario en 2021. Melton comenzó como un pequeño pueblo antes de ser declarada ciudad satélite en 1974, separada del área urbana de Melbourne por una cuña verde. Desde la década de 1990 ha experimentado un rápido crecimiento suburbano en terrenos verdes circundantes y se ha convertido en una ciudad de cercanías en el corredor de crecimiento Melbourne-Ballarat. Los cambios en los límites de crecimiento urbano de Melbourne aprobados por el gobierno estatal en 2010 le han quitado el estatus de ciudad satélite, ya que está previsto que pase a formar parte de la futura conurbación de Melbourne.
Recibe su nombre de Melton Mowbray, en el Reino Unido.

## Historia
Las tierras situadas al este del río Werribee eran el hogar tradicional de los Wurundjeri y los Boon Wurrung, y al oeste, el hogar tradicional de los Wadawurrung. El monte Cottrell está gestionado conjuntamente por los Wurundjeri y los Boon Wurrung.
Los primeros asentamientos en Melton se produjeron en la década de 1830 por ocupantes ilegales que establecían ovejas en la zona, y un pequeño asentamiento se benefició del tráfico que pasaba por allí de camino a los yacimientos de oro de Ballarat durante la fiebre del oro victoriana. La oficina de correos se inauguró el 1 de marzo de 1856.
La zona fue declarada ciudad satélite en 1974 y existió un cinturón verde entre ella y la zona urbana de Melbourne hasta finales de la década de 1990.